# Mesic
Mesic è un comune degli Stati Uniti d'America, situato in Carolina del Nord, nella contea di Pamlico.